# Palaeomystis mabillaria
Palaeomystis mabillaria là một loài bướm đêm trong họ Geometridae.